# Julia A. Schmidt-Funke
Julia Annette Schmidt-Funke (* 1976 in Holzminden) ist eine deutsche Frühneuzeithistorikerin.

## Leben
Sie wuchs in Goslar auf und studierte von 1996 bis 2001 Mittlere und Neuere Geschichte, Kunstgeschichte und Klassische Archäologie an der Universität Leipzig. 2005 promovierte sie an der Friedrich-Schiller-Universität Jena mit einer Arbeit zu dem Weimarer Verleger Friedrich Justin Bertuch. Von 2006 bis 2017 war sie als wissenschaftliche Mitarbeiterin zunächst am Historischen Seminar der Johannes Gutenberg-Universität Mainz, dann an der Friedrich-Schiller-Universität Jena tätig. Nach der Habilitation im Jahr 2017 übernahm sie die Koordination des Sammlungs- und Forschungsverbunds Gotha an der Universität Erfurt. 2020 folgte sie einem Ruf auf die Professur für Geschichte der Frühen Neuzeit an die Friedrich-Alexander-Universität Erlangen-Nürnberg. Im Folgejahr wechselte sie an die Universität Leipzig und hat dort seit dem Sommersemester 2021 die Professur für Geschichte der Frühen Neuzeit inne.

## Schriften (Auswahl)
- Auf dem Weg in die Bürgergesellschaft. Die politische Publizistik des Weimarer Verlegers Friedrich Justin Bertuch (= Veröffentlichungen der Historischen Kommission für Thüringen. Kleine Reihe, 16), Köln u. a. 2005, ISBN 978-3-412-22305-2.
- Karl August Böttiger (1760–1835). Weltmann und Gelehrter (= Ereignis Weimar-Jena. Kultur um 1800: Ästhetische Forschungen, 14), Heidelberg 2006, ISBN 978-3-8253-5229-5.
- Haben und Sein. Materielle Kultur und Konsum im frühneuzeitlichen Frankfurt am Main, Habilitationsschrift, Friedrich-Schiller-Universität Jena 2016.
- mit Martin Prell (Hrsg.): Digitale Edition der Briefe Erdmuthe Benignas von Reuß-Ebersdorf (1670–1732), Kooperation mit dem Thüringer Staatsarchiv Greiz und der Thüringer Universitäts- und Landesbibliothek Jena, URL: erdmuthe.thulb.uni-jena.de.
- mit Matthias Schnettger (Hrsg.): Neue Stadtgeschichte(n). Die Reichsstadt Frankfurt im Vergleich (= Mainzer Historische Kulturwissenschaften), Bielefeld 2018, ISBN 978-3-8394-3482-6.
- Materielle Kultur und Konsum in der Frühen Neuzeit (= Ding Materialität Geschichte, 1), Köln 2019, ISBN 978-3-412-51766-3.
- mit Gunhild Berg, Martin Mulsow (Hrsg.): Das Schloss als Hörsaal. Ludwig Christian Lichtenberg und die residenzstädtische Wissensproduktion um 1800 (= Gothaer Forschungen zur Frühen Neuzeit), Stuttgart 2021, ISBN 978-3-515-12664-9.